# Têtu
Têtu (französisch für dickköpfig, eigensinnig oder stur) ist eine LGBT-Zeitschrift in Frankreich, die sich vorwiegend an schwule Männer richtet. Sie ist im Bereich der LGBT-Zeitschriften Marktführer in Frankreich. Die Zeitschrift wurde von Pascal Loubet und Didier Lestrade im Juli 1995 mit finanzieller Unterstützung des Industriellen Pierre Bergé und seines Partners Yves Saint-Laurent gegründet. Bergé ist heute Herausgeber der Zeitschrift.
Seit Juli 2008 ist Gilles Wullus Chefredakteur bei Têtu.
Seit Februar 2009 verfügt die Zeitschrift über zwei umfängliche Webpräsenzen: tetu.com für die männlichen und tetue.com für die weiblichen Leser. Daneben betreibt Têtu auch ein Internetradio.
Über die Jahre konnte die Zeitschrift auch Beiträge prominenter Persönlichkeiten des öffentlichen Lebens in Frankreich einwerben, u. a. vom Kulturminister Frédéric Mitterrand, von der Schriftstellerin Christine Angot oder dem Philosophen Didier Eribon.